# Michelle McCool
Michelle Leigh McCool (Palatka, 25 gennaio 1980) è una wrestler statunitense, nota per i suoi trascorsi nella WWE tra il 2004 e il 2011.
Ha detenuto due volte il Women's Championship e due volte il Divas Championship ed è stata l'unica donna a detenere entrambi i titoli contemporaneamente. Nel 2010 è stata votata Woman of the Year dai lettori del Pro Wrestling Illustrated.

## Carriera

### World Wrestling Entertainment

#### Gli inizi (2004–2006)
Nel 2004 McCool partecipò alla prima edizione del WWE RAW Diva Search, ma non riuscì a vincere la competizione. Tuttavia, nel novembre di quell'anno, le venne offerto un contratto di tre anni nella WWE. Iniziò ad apparire nei backstage di SmackDown! nel ruolo di una fitness trainer. Disputò il suo primo match il 3 marzo 2005 al fianco di Big Show contro Dawn Marie e René Duprée e in quell'occasione vinse. Tre settimane dopo debuttò nel suo primo match singolo, perdendo proprio contro Marie. Ingaggiò poi una breve rivalità con gli MNM, dopo aver difeso Jon Heidenreich dagli attacchi verbali di Melina. Le due ragazze si sfidarono a giugno, in un match vinto da Melina.
Successivamente fu mandata nella Deep South Wrestling (DSW) per migliorare le sue capacità sul ring. In seguito si spostò nella Ohio Valley Wrestling (OVW) dove ricoprì anche il ruolo di manager.

#### SmackDown!(2006–2008)
Debuttò nuovamente a SmackDown! 2 giugno 2006, questa volta interpretando la gimmick della professoressa heel. Si alleò a Kristal Marshall e fu inserita in un feud contro Jillian Hall e Ashley Massaro, che sfociò in un Bra and Panties match a The Great American Bash, vinto da Massaro. Vinse il suo primo match singolo sconfiggendo Jillian Hall il 28 luglio a SmackDown!. In seguito iniziò a lavorare come valletta per il duo composto da K.C. James e Idol Stevens (oggi conosciuto come Damien Sandow) i quali, per la loro affiliazione a McCool, presero il nome di The Teacher's Pets. I tre iniziarono un feud contro Paul London e Brian Kendrick e la loro valletta Ashley valido per il WWE Tag Team Championship ma non vinsero mai il titolo. Il feud terminò a No Mercy con la vittoria di London e Kendrick. Il 28 novembre 2006 McCool fu ricoverata in ospedale per problemi ad un rene, la rottura dello sterno e uno sbilancio degli elettroliti. Durante la sua assenza, James e Stevens furono mandati nuovamente alla OVW. McCool uscì dall'ospedale il 2 dicembre 2006.
Tornò a lottare nella WWE il 30 marzo 2007 a SmackDown!, partecipando ad un "10-Diva Tag Team Match". McCool divenne nuovamente face quando arrivò in soccorso di Ashley in seguito all'attacco perpetrato a questa da Jillian Hall nel backstage, iniziando con lei una breve faida. Il 28 maggio a Raw McCool vinse una Memorial Day Bikini Blast Battle Royal eliminando Melina e vincendo uno speciale servizio fotografico sul sito ufficiale della federazione.

#### Regni titolati (2008–2010)

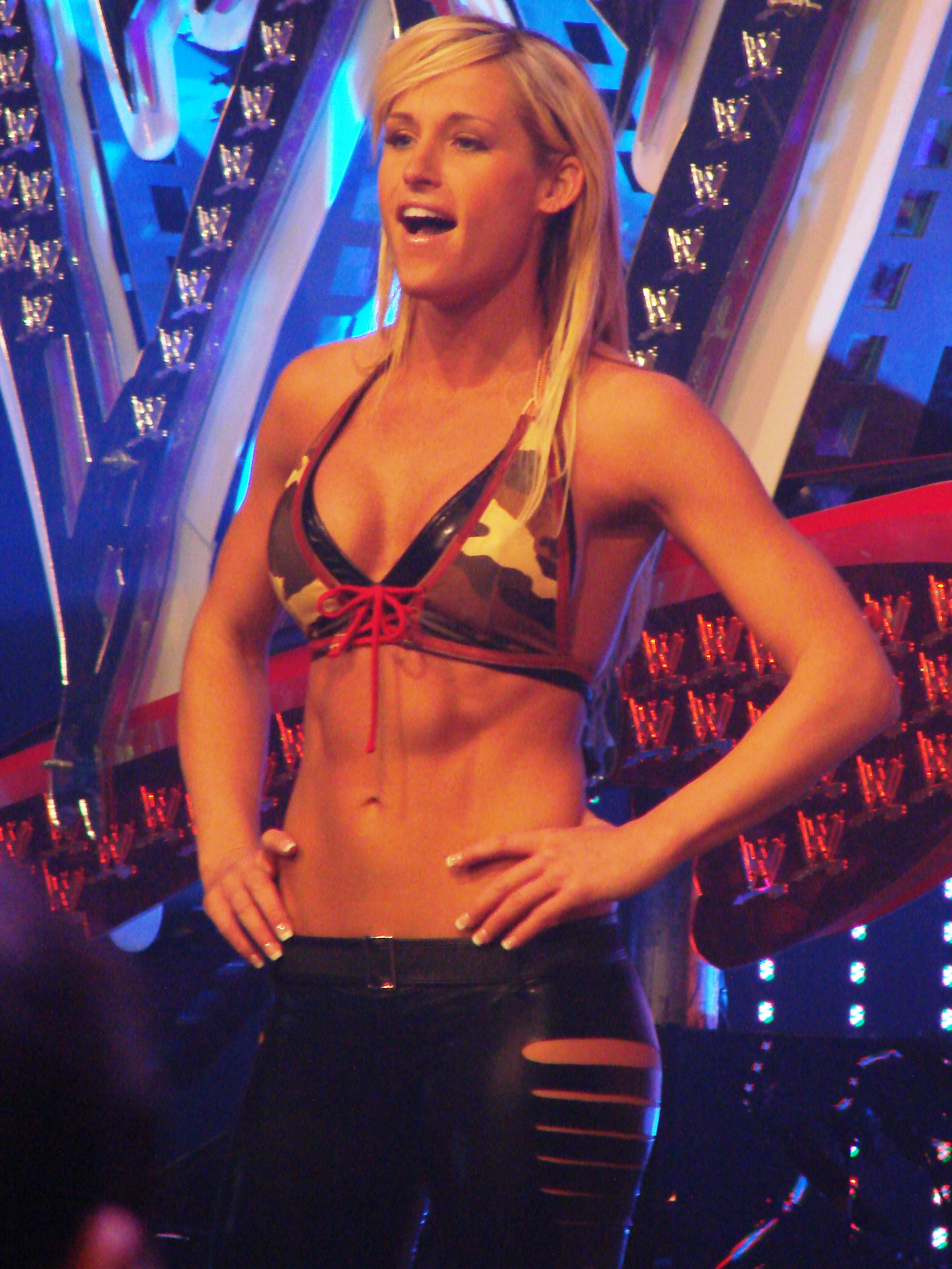
Michelle McCool a Raw nel marzo del 2008

Nel 2008 iniziò una faida insieme a Kelly Kelly contro Layla e Lena. Il 20 luglio 2008 a The Great American Bash sconfisse Natalya, diventando prima WWE Divas Champion della storia. Iniziò un feud con Maryse dopo diverse settimane, finendosi ad Unforgiven con la vittoria della campionessa. Il 3 ottobre a SmackDown! perse un Lumberjill Match contro Beth Phoenix. Il 14 novembre batté Maria in un match con la cintura femminile di Smackdown in palio ed in questo match ebbe già aspetti da heel. Il 5 dicembre perse un match contro Maria. Il 26 dicembre 2008 perse il WWE Divas Championship contro Maryse in un match arbitrato da Maria.
Dopo una settimana dalla perdita del titolo apparve in un segmento a SmackDown! scusandosi con Maria e Eve ma quando Eve entrò sul ring, McCool l'attaccò alle spalle effettuando un turn heel. Il 9 gennaio 2009 perse il match di coppia affiancata da Victoria contro le Bella Twins. Dopo l'incontro attaccò la sua partner e la settimana successiva riuscì a sconfiggerla. La settimana successiva sconfisse per squalifica in coppia con Natalya le gemelle Bella, dopo essere stata attaccata da Maria a inizio match. Dopo due settimane riuscì a sconfiggere Eve Torres. Il match venne annunciato dopo che Eve diede uno schiaffo a McCool durante un'intervista. La settimana seguente perse un match contro Maria grazie all'aiuto di Eve Torres. McCool riescì a vendicarsi la settimana seguente in coppia con Maryse contro proprio Maria e Eve Torres. Dopo diverse settimane attaccò Melina e la settimana seguente perse un match contro la stessa e Maria in coppia con Maryse. Dopo il match McCool attaccò Maryse ottenendo un match valido per il Divas Championship. L'8 maggio, accompagnata al ring da Alicia Fox, vinse un match contro Gail Kim diventando la contendente numero 1 al WWE Women's Championship che vinse nel pay-per-view The Bash sconfiggendo Melina. A Night of Champions sconfisse di nuovo Melina conservando il titolo. Nel PPV Bragging Righs il team di SmackDown (McCool, Beth Phoenix e Natalya) sconfisse il team di Raw (Melina, Kelly Kelly e Gail Kim). Alle Survivor Series il Team Mickie (Mickie James, Eve Torres, Kelly Kelly, Melina, e Gail Kim) batté il Team McCool (McCool, Jillian Hall, Beth Phoenix, Layla, e Alicia Fox). Nel PPV WWE TLC McCool sconfissee Mickie James conservando il Women's Championship.

#### Alleanza con Layla e abbandono (2010–2011)

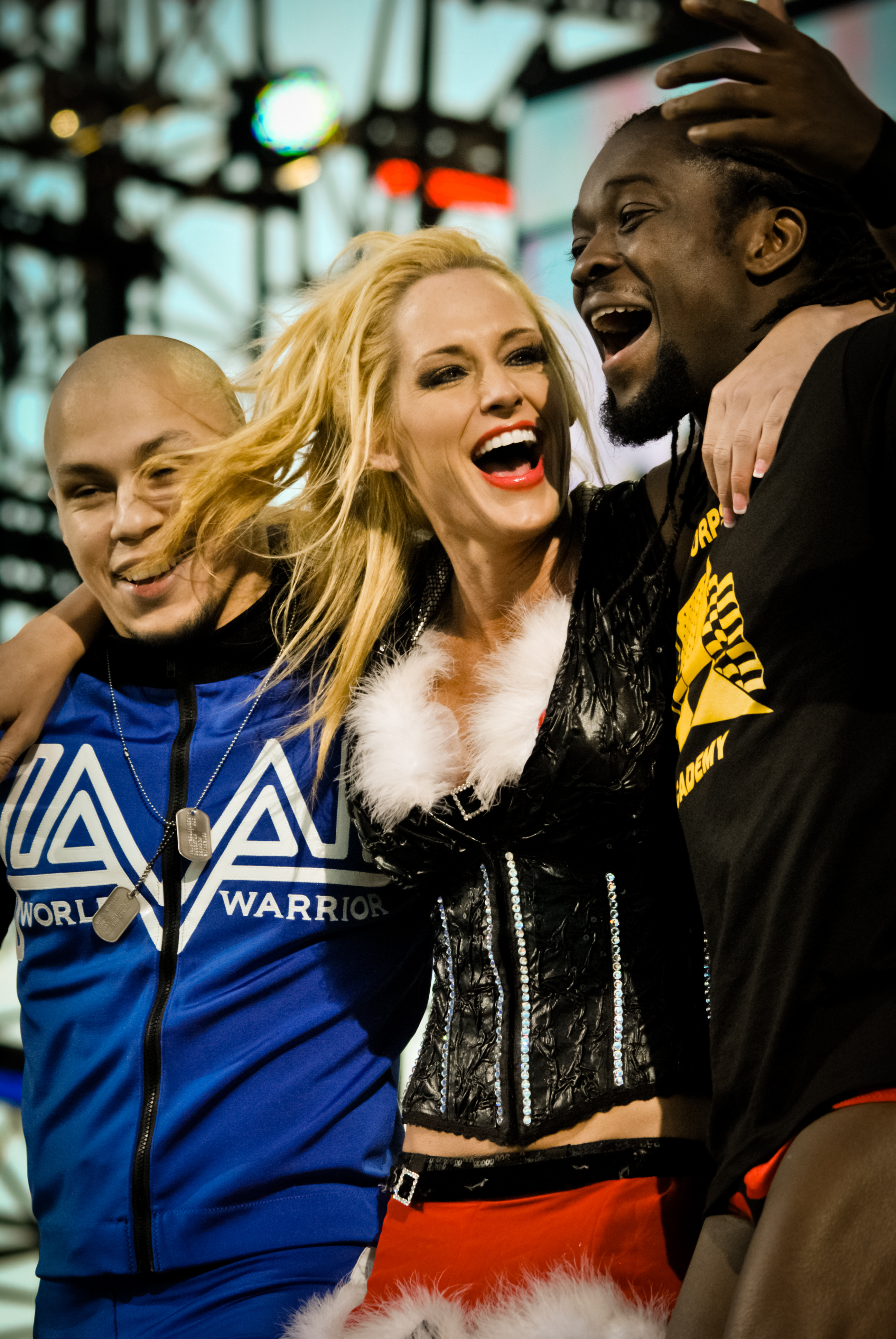
Michelle McCool (al centro) insieme a Kaval (a sinistra) e Kofi Kingston (a destra) nel dicembre del 2010

L'8 gennaio 2010 McCool intervenne in un match tra Beth Phoenix e Mickie James ma involontariamente colpì Phoenix permettendo a James di vincere. Al termine del match McCool e Layla attaccarono James prima che Phoenix attaccasse McCool e mettesse KO James.
Il 15 gennaio Beth Phoenix affrontò Mickie James in un match conclusosi in squalifica per Phoenix. Alla fine sul ring arrivarono la campionessa McCool e Layla che infierirono su James. Alla Royal Rumble affrontò Mickie James per il WWE Women's Championship, perdendo la cintura in favore dell'avversaria. McCool lottò e vinse anche nel PPV Elimination Chamber insieme a Layla in un match sancito da Vickie Guerrero contro Maryse & Gail Kim. Il 23 febbraio a SmackDown riconquistò per la seconda volta il Women's Championship sconfiggendo Mickie James in un special referee match in cui l'arbitro era Vickie Guerrero. A WrestleMania XXVI McCool, Vickie Guerrero, Alicia Fox, Maryse e Layla sconfissero Eve, Beth Phoenix, Kelly Kelly, Gail Kim e Mickie James. Il 16 aprile McCool, aiutata da Layla sconfigge Mickie James. Il Team Lay-Cool sconfigge Mickie James e Beth Phoenix. A Extreme Rules fu sconfitta da Beth Phoenix in un Extreme Makeover match perdendo la cintura. Nell'edizione di SmackDown dell'11 maggio 2010 vinse insieme a Layla il Women's Championship in un handicap match schienando Beth, diventando Co-Women's Champions.
Il 30 luglio a SmackDown! difese il Co-WWE Women's Champion insieme a Layla contro Tiffany. Nella puntata di SmackDown! del 6 agosto il General Manager Theodore Long insistette nel decidere chi fosse l'effettiva campionessa in carica tra McCool e Layla: con un astuto stratagemma le due riuscirono a mantenere lo status di Co-Women's Champions poiché Layla rivelò di avere una singola cintura in grado di dividersi in due parti.
Il 30 agosto il team LayCool (McCool e Layla) affrontò Melina e Eve Torres, perdendo contro queste ultime; subito dopo il match le LayCool proposero un match a Night of Champions a Melina, mettendo in palio sia il WWE Women's Championship che il WWE Divas Championship. A Night of Champions McCool sconfisse Melina conquistando il WWE Divas Championship e unificando le due cinture diventando quindi WWE Unified Divas Champion.
A Hell In a Cell fu sconfitta da Natalya per squalifica riuscendo a mantenere il titolo. A Bragging Rights Layla affrontò Natalya al posto di McCool con in palio il WWE Unified Divas Championship e grazie all'aiuto della collega vinse il match rimanendo quindi Co-WWE Unified Divas Champion insieme alla "titolare" McCool. Alle Survivor Series in un handicap match McCool insieme a Layla affrontò Natalya per il WWE Unified Divas Championship, perdendo il titolo. Il 13 dicembre a Raw le LayCool vinsero un premio insieme. L'altro premio fu vinto da McCool, in una Divas battle royal con le Divas di entrambi i roster per decretare la Diva dell'anno 2010. A TLC McCool e Layla furono sconfitte da Beth Phoenix e Natalya in un table match.
Nella puntata di SmackDown! del 27 gennaio 2011, le Laycool sconfissero in un tag team match Kaitlyn e Kelly Kelly. Le Laycool, nella puntata di Raw precedente alla Royal Rumble decisero di sfruttare la loro clausola di rivincita sfidando Natalya per il titolo delle Divas. Al PPV, il General Manager Anonimo di Raw decise di cambiare il match in un fatal four way tra le Laycool, Natalya e Eve Torres, vinto da quest'ultima. Nella puntata di Raw del 1º febbraio, McCool e Layla sconfissero Eve Torres e Natalya in un tag team match. Nella puntata di SmackDown! del 4 febbraio, McCool fu sconfitta in un 3-on-2 handicap match insieme a Layla e Dolph Ziggler contro Edge e Kelly Kelly valido per il World Heavyweight Championship degli uomini. Nella puntata di SmackDown! del 4 marzo McCool e Layla batterono in un diva tag team match la squadra formata da Beth Phoenix e Rosa Mendes.
Ad aprile, dopo vari insuccessi della sua compagna, McCool attaccò Layla, sancendo il divorzio fra le due. La settimana successiva accettò la proposta di Layla di partecipare a Extreme Rules, proponendole un match loser leaves WWE match (la perdente del match lascerà la WWE). Al pay-per-view fu McCool a perdere e abbandonò quindi la federazione. Dopo il match fu attaccata dal nuovo acquisto della WWE Kharma.

#### Apparizioni sporadiche (2018–presente)
Il 22 gennaio 2018 fece una breve apparizione nella speciale puntata Raw25 insieme ad altre ex lottatrici della WWE. Il 28 dello stesso mese prese parte al primo Royal Rumble match femminile, venendo però eliminata da Natalya. Ad ottobre partecipò inoltre al primo pay-per-view tutto al femminile Evolution, venendo eliminata da Ember Moon.
Il 7 gennaio 2022 fu annunciato tramite il sito ufficiale della WWE la sua partecipazione all'omonimo match. Il 30 gennaio dello stesso anno tornò sul ring in occasione della Royal Rumble venendo eliminata da Mickie James.
il 29 gennaio 2023 tornò nuovamente sul ring come partecipante a sorpresa in occasione della Royal Rumble.

## Vita privata
Verso la fine del 2007 iniziò una relazione con The Undertaker. I due convolarono a nozze il 26 giugno 2010 a Houston, in Texas.Il 1º agosto 2012, durante una sezione autografi nella Florida Championship Wrestling, la coppia annunciò di aspettare il loro primo figlio. Il 29 agosto seguente nacque Kaia Faith Calaway.

## Personaggio

### Mosse finali
- Faith Breaker (Belly to back arm trap inverted mat slam) (2008-2011)
- Make A Diva Tap/MAD-T (Inverted ankle lock) (2008-2010)
- Wings of Love (Sit out double underhook facebuster) (2006-2009)

### Manager
- K.C. James
- Idol Stevens
- Chuck Palumbo
- Kristal Marshall
- Vickie Guerrero
- Layla El
- Alicia Fox

### Musiche d'ingresso
- Move It Up di Billy Lincoln (3 marzo 2005–2 giugno 2006)
- Not Enough for Me di Jim Johnston (9 giugno 2006–1º maggio 2011)

## Titoli e riconoscimenti
- Pro Wrestling Illustrated
  - Woman of the Year (2010)

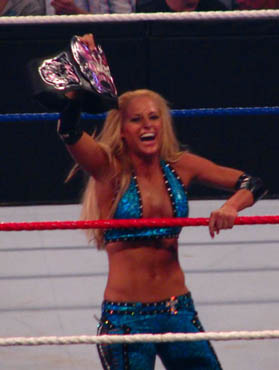
Michelle McCool con il WWE Divas Championship, titolo che ha detenuto due volte

  - 1ª nella classifica delle migliori 50 wrestler femminili su PWI 50 Female (2010)
- World Wrestling Entertainment
  - WWE Women's Championship (2)
  - WWE Divas Championship (2)
  - Slammy Awards (2)
    - Diva of the Year (2010)
    - Knucklehead Moment of the Year (2010) – con Layla

Wrestling Observer Newsletter
- Most Disgusting Promotional Tactic (2009)